# Baccharis amambayensis
Baccharis amambayensis là một loài thực vật có hoa trong họ Cúc. Loài này được Zardini & Soria mô tả khoa học đầu tiên năm 1991.